# 瓜生靖治
瓜生 靖治（うりゅう やすはる、1980年1月7日 - ）は、日本の元ラグビー選手、テレビプロデューサー。

## プロフィール
- 福岡県出身。
- ポジションはセンター（CTB）、ウィング(WTB)。
- 身長 176cm、体重 78kg
- 日本代表キャップは2。
- ニックネームはヤス。

## 経歴
兄の影響でラグビーを始める。福岡県立小倉高等学校在学中にU-19日本代表としてウェールズ遠征を経験。
慶應義塾大学では2年時に全国大学ラグビーフットボール選手権大会で優勝している。
慶應義塾大学環境情報学部を卒業後、サントリーサンゴリアスに入団。当時は営業職の社員選手として社業に従事していた。
2006年、神戸製鋼コベルコスティーラーズに移籍。2008年、リコーブラックラムズに移籍。2009年、キヤノンイーグルスに移籍、サントリーでチームメイトであった永友洋司監督の下でプレー。2011-2012シーズン限りで引退、スカウトに就任した。スカウト時代には、リーグ合同トライアウト「トップリーガー発掘プロジェクト」の発起人を務めたりもしている。
その後2016年に日本ラグビーフットボール協会職員となり、現在のジャパンラグビーリーグワンにつながる新リーグ構想「トップリーグネクスト」の企画立案を担当したりしていたが、2022年に協会を退職して朝日放送テレビ（ABC）に転職。ABCではプロデューサーとして『部活ピーポー全力応援! ブカピ!』（2023年4月より）などの番組を担当している。